# وادي عبقر
وادي عبقر هو وادٍ قيل أنه يقع في نجد وقيل في اليمن وهو وادٍ سحيق، وإذا قيل فلان (عبقري) فهو نسبة إلى وادي عبقر. وقال الخليل الفراهيدي: موضع بالبادية كثير الجن.

## علاقة الوادي بالشعراء
تقول الروايات أن هذا الوادي تسكنه شعراء الجن منذ زمن طويل، ويقال أنَّ من أمسى ليلة في هذا الوادي
جاءه شاعر أو شاعرة من الجن تلقّنه الشعر، وإن كل شاعر من شعراء الجاهلية كان له قرين من هذا الوادي يلقنه الشعر.

مثل:-
- لافظ بن لاحظ صاحب امرؤ القيس
- هبيد بن الصلادم صاحب عبيد بن الأبرص وبشر بن أبي خازم الأسدي
- هاذر بن ماهر صاحب النابغة الذبياني
- مدرك بن واغم صاحب الكميت بن زيد.
- مسحل السكران بن جندل صاحب الأعشى
- جالد بن ظل صاحب عنترة بن شداد
- السفاح بن الرقراق صاحب الحارث بن مضاض

وهناك قائمة أخرى من الشعراء لم يتم ذكرهم.
وهذه بعض القصص عن وادي عبقر التي قد تعتبر من الأساطير!

## مما قيل عن وادي عبقر
يقال أن أناساً خرجوا في سفر ومعهم دليل، أي رجل صاحب دلالة في الصحراء، اسمه ابن سهم الخشب وضل الدليل الطريق
فقال لمن معه: " باللات والعزى ومناة الثالثة الأخرى، قِفوا! نحن على حافة وادي عبقر! " وأشار إلى بطن الوادي، نحو كثبان رمل مقمرة وناعمة، وإذا بكائن، على هيئة إنسان، يسوق ظليما «ذكر نعام» مربوطاً من خطمه بحبلة من الكتّان. كان مُقبلاً من عمق الوادي، فاستوحشنا منه، وحتى الإبل بدأت ترغي وتتراجع بنا إلى الوراء. ومرق قريباً منا. كان أطول من الناقة، ورأينا ظهره عارياً، وفيه نمش أخضر، مثل طحالب تتشعّب على سطح ماء آسن، فارتعبنا.
وقف بعيداً عنا، وتلفّت نحونا، وحدّق فينا مدة جعلت فرائصنا تنتفض، ثمَّ قال للدليل: «يا ابن سهم الخشب: من أشعر العرب؟» كان الدليل خائفاً فلم يُجب.
فأكمل: أشعرهم من قال:
فعرفنا أنّه يقصد امرؤ القيس. فقال الدليل: " باللات والعزى ومناة الثالثة الأُخرى، مَنْ أنت؟ "،
ورجع إلى الوراء حتى كاد يقع. فقال: «أنا لافظ بن لاحظ، من كبار الجنِّ، لولاي لما قال صاحبكم الشعر!»
ومضى، مقهقهاً. وقف دليل القافلة مذهولاً، وحدّق فيه حتى اختفى. قُلنا له: "فما تقول في هذا؟"، فقال: " هذا لافظ بن لاحظ، شيطان امرؤ القيس الذي يُملي عليه الشعر.
قال: قال مظعون بن مظعون الأعرابي: أني ليلة من ذلك لبفناء خيمة لي إذ ورد عليَّ رجل من أهل الشام، فسلّم ثم قال: هل من مبيت؟ فقلت: إنزل بالرحب والسعة! قال: فنزل، فعقل بعيره ثم أتيته بعشاء فتعشينا جميعاً، ثم صف قدميه يصلي حتى ذهبت هدأة من الليل، وأنا وابناي أرويهما شعر النابغة إذ انفتل من صلاته ثم أقبل بوجهه إليَّ فقال: ذكرتني بهذا الشعر أمرا أحدثك به، أصابني في طريقي هذا منذ ثلاث ليال. فأمرت ابني فأنصتا ثم قلت له: قل، فقال: بينما أنا أسير في طريقي ببقعة من الأرض لا أنيس بها إذ رفعت لي نار فدفعت إليها فاذا بخيمة وإذا بفنائها شيخ كبير، ومعه صبية صغار، فسلّمت ثم أنخت راحلتي آنسا به تلك الساعة، فقلت: هل من مبيت؟ قال: نعم في الرحب والسعة! ثم ألقى ألي طنفسة رحل، فقعدت عليها، ثم قال: ممن الرجل؟ فقلت: حميري شامي،
قال: نعم أهل الشرف القديم. ثم تحدثنا طويلا إلى أن قلت: أتروي من أشعار العرب شيئا؟ قال: نعم، سل عن أيها شئت! قلت: فأنشدني للنابغة! قال: أتحب أن أنشدك من شعري أنا؟ قلت: نعم! فاندفع ينشد لامرؤ القيس والنابغة وعبيد ثم اندفع ينشد للأعشى، فقلت: لقد سمعت بهذا الشعر منذ زمان طويل. قال للأعشى؟ قلت: نعم! قال: فأنا صاحبه. قلت: فما اسمك؟ قال: مسحل السكران بن جندل، فعرفت أنه من الجن فبت ليلة الله بها عليم، ثم قلت له: من أشعر العرب؟ قال: أرو قول لافظ بن لاحظ وهياب وهبيد وهاذر بن ماهر. قلت: هذه أسماء لا أعرفها. قال: أجل!
- أما لافظ فصاحب امرئ القيس،
- وأما هبيد فصاحب عبيد بن الأبرص وبشر،
- وأما هاذر فصاحب زياد الذبياني، وهو الذي استنبغه.

ثم أسفر لي الصبح، فمضيت وتركته.
 وذكر مطرف الكناني عن ابن دأب قال : حدثني رجل من أهل زرود ثقة عن أبيه عن جده قال: خرجت على فحل كأنه فدن يمر بي يسبق الريح حتى دفعت إلى خيمة وإذا بفنائها شيخ كبير، فسلّمت فلم يرد علي، فقال: من أين وإلى أين؟ فاستحمقته إذ بخل برد السلام، وأسرع إلى السؤال، فقلت: من ههنا، وأشرت إلى خلفي، وإلى ههنا، وأشرت إلى أمامي، فقال: أما من ههنا فنعم؛ وأما لي ههنا، فوالله ما أراك تبهج بذلك، إلا أن يسهل عليك مدارة من ترد عليه! قلت: وكيف ذلك أيها الشيخ؟ قال: لأن الشكل غير شكلك، والزي غير زيك، فضرب قلبي أنه من الجن، وقلت: أتروي من أشعار العرب شيئا؟
قال: نعم!
قلت: فأنشدني، (كالمستهزئ به)؛
فأنشدني قول امرؤ القيس:
فلما فرغ: قلت: لو أنّ امرؤ القيس ينشر لردعك عن هذا الكلام!
فقال: ماذا تقول؟ قلت: هذا لامرؤ القيس، قال لست أول من كُفّر نعمة أسداها!
قلت: ألا تستحي أيّها الشّيخ، ألمثل امرؤ القيس يقال هذا؟
قال: أنا والله منحته ما أعجبك منه! قلت: فما اسمك؟
قال: لافظ بن لاحظ فقلت: اسمان منكران. قال: أجل!
فاستحمقت نفسي له بعدما استحمقته لها، وأنست به لطول محاورتي إياه؛ وقد عرفت أنه من الجن، فقلت له: من أشعر العرب؟
فقال: هاذر حيث يقول: ذهب ابن حجر بالقريض وقوله ولقد أجاد فمـا يعـاب زيـاد
قلت: من هاذر؟
قال صاحب زياد الذبياني،
وهو أشعر الجن وأبخلهم بشعره، فالعجب منه كيف أودع لأخي ذبيان به، ولقد علم ابنة لي قصيدة لهثم صرخ بها: أخرجي وانشدينا..
فأنشأت تقول:
قال: لو كان رأي قوم نوح فيه كرأي هاذر ما أصابهم الغرق! فحفظت البيتين ثم نهض بي الفحل، فعدت إلى اهلي.
العلاء بن ميمون الآمدي عن أبيه قال : خرجت أنا ورجل من قريش في ليل نطلب ناقة لي إذ أشرفنا على هوة، وإذا بشيخ مستند إلى شجرة عظيمة، فلما رآنا تحشحش، وأناف الينا، ففزعنا منه، ثم دنونا منه، وقلنا: السلام عليك أيها الشيخ! قال: وعليكم السلام ورحمة الله وبركاته، فأنسنا به، فقال: ما خطبكما؟ فأخبرناه.
فضحك وقال: ما وطئ هذا الموضع أحد من ولد آدم قط، فمن أنتما؟
قلنا: من العرب! قال: بأبي وأمي العرب؛ فمن أيها؟ قلت: أما أنا فرجل من خزاعة، وأما صاحبي فمن قريش.
قال: بأبي قريش وأحمدها!
ثم قال: يا أخا خزاعة هل تدري من القائل:
قلت: نعم! ذلك الحارث بن مضاض الجرهمي .
قال: ذلك مؤديها، وأنا قائلها في الحرب التي كانت بينكم، معشر خزاعة، وبين جرهم.
يا أخا قريش! أولد عبد المطلب بن هاشم؟
قلت: أين يذهب بك، رحمك الله! فربا وعظم
وقال: أرى زمانا قد تقار أبانه، أفولد ابنه عبد الله؟
قلنا: وأين يذهب بك؟ انك لتسألنا مسألة من كان في الموتى.
قال: فتزايد ثم قال: فابنه محمد الهادي؟
قلت: هيهات! مات رسول الله، منذ أربعين سنة!
قال: فشهق حتى ظننا أن نفسه قد خرجت، وانخفض حتى صار كالفرخ، وأنشأ
يقول:
ثم جعل ينوح ويبكي حتى بل دمعه لحيته، فبكينا لبكائه، ثم قال: ويحكما! فمن ولي الأمر بعده؟
قلنا: أبو بكر الصديق، وهو رجل من خير أصحابه، قال: ثم من؟ قلنا: عمر بن الخطاب، قال: أفمن قومه؟
قلنا: نعم.
قال: أما إن العرب لا تزال بخير ما فعلت ذلك.
قلنا: أيها الشيخ قد سألتنا فأخبرناك، فأخبرنا من أنت وما شأنك؟
فقال: أنا السفاح بن الرقراق الجني لم أزل مؤمنا بالله وبرسله مصدقا، وكنت أعرف التوراة والإنجيل، وكنت أرجو أن أرى محمدا، فلما تفرقت الجن وأطلقت الطوالق المقيدة من وقت سليمان، اختبأت نفسي في هذه الجزيرة لعبادة الله وتوحيده وانتظار نبيه محمد، وآليت على نفسي أن لا أبرح ههنا حتى أسمع بخروجه، ولقد تقاصرت أعمار الآدميين، وانما صرت فيها منذ أربعمائة سنة، وعبد مناف إذ ذاك غلام يفعة ما ظننت أنه ولد له ولد، وذلك أنا نجد علم الأحداث ولا يعلم الآجال إلا الله والخير بيده، وأما أنتما أيها الرجلان فامضيا وأقرئا محمد مني السلام، فإني طامع بجوار قبره. فمضينا وفعلنا ما أمرنا به.